# Lor (Aisne)
Lor település Franciaországban, Aisne megyében. Lakosainak száma 139 fő (2022. január 1.). Lor La Malmaison, Nizy-le-Comte, Le Thour és Villers-devant-le-Thour községekkel határos.

## Népesség
A település népességének változása:
| Lakosok száma | 143  | 113  | 111  | 138  | 149  | 149  | 142  | 138  | 138  | 139  |
|               | 1968 | 1982 | 1990 | 2006 | 2013 | 2015 | 2017 | 2019 | 2020 | 2022 |